# Юдинское сельское поселение (Воронежская область)
Юдинское сельское поселение — муниципальное образование в Подгоренском районе Воронежской области.
Административный центр — село Юдино.

## Административное деление
В состав поселения входят:
- село Юдино,
- село Костомарово,
- хутор Студенок.